# Testimonia Linguae Etruscae
Il Testimonia Linguae Etruscae (TLE o TLE2) è la pubblicazione di una selezione di iscrizioni in lingua etrusca, a cura dell'etruscologo italiano Massimo Pallottino. Circa 900 iscrizioni etrusche, importanti da un punto di vista filologico e storico, sono numerate e riprodotte in trascrizione, comprese le glosse.
Le iscrizioni sono accompagnate da annotazioni in latino, in cui sono indicati, tra le altre cose, l'origine e la pubblicazione precedente delle iscrizioni (nel Corpus Inscriptionum Etruscarum). 
Testimonia Linguae Etruscae fu pubblicato per la prima volta nel 1954. Un'edizione riveduta è apparsa nel 1968 (nota come TLE2). L'opera, che non è più in stampa, è ancora utilizzata da specialisti. 